# Freuden und Leiden eines Vielgelesenen
Freuden und Leiden eines Vielgelesenen. Von Dr. Karl May ist eine selbstironisch-humorvolle autobiografische Skizze Karl Mays.

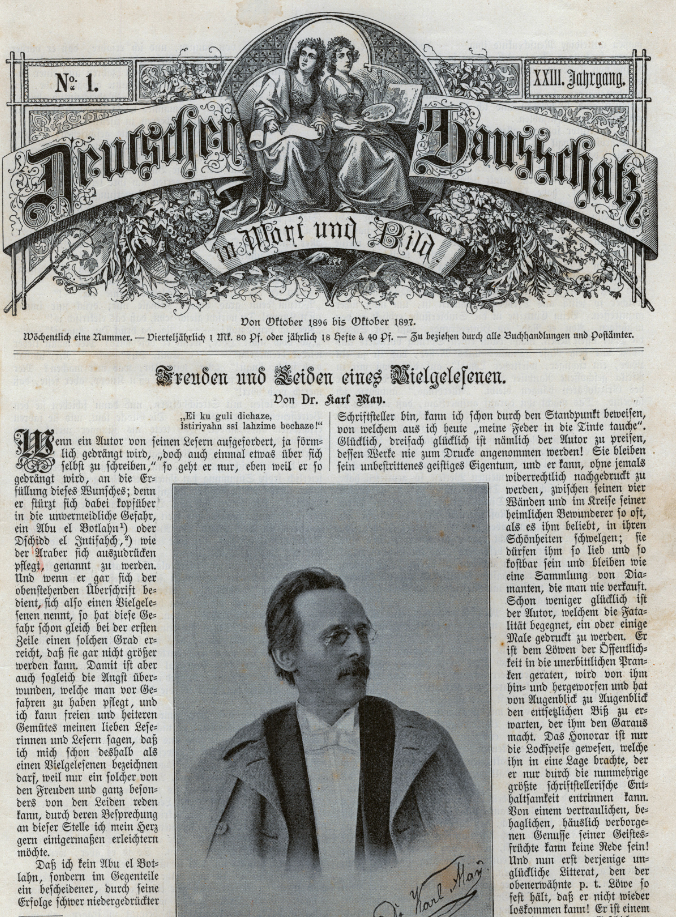
Die Veröffentlichung im Deutschen Hausschatz 1896

## Textgeschichte
Der Text erschien erstmals 1896 in zwei Teilen im Deutschen Hausschatz. In Koch's Bayerischer Schulmentor für das Schuljahr 1899/1900 erschien 1899 ein Nachdruck der Skizze. Im Karl-May-Verlag wurde die Erzählung von Franz Kandolf 1927 stark bearbeitet und war bis 1996 unter dem Titel Old Shatterhand a. D. in Das Zauberwasser, Band 48 der Gesammelten Werke, enthalten. 1982 brachte die Karl-May-Gesellschaft den Reprintband Kleinere Hausschatz-Erzählungen heraus, der einen reprographischen Nachdruck der Erstausgabe enthält.
In dem Heft Karl May. Eine philologische Streitschrift, die 1988 in Zusammenhang mit den ersten Bänden der Historisch-Kritischen Karl-May-Ausgabe erschien, sind die Freuden und Leiden im Neusatz enthalten, desgleichen im Karl-May-Raben des Haffmans Verlags. Ein Auszug aus dem Text erschien 1992 unter der Überschrift Signalement in Karl May in Leipzig Nr. 8. Seit 1997 findet man die Skizze unter ihrem ursprünglichen Titel in Band 79 der Gesammelten Werke, Old Shatterhand in der Heimat.
In den 1990er Jahren veröffentlichte der Weltbild Verlag in der Reihe Weltbild Sammler-Edition den Band Mein Leben und Streben, in dem neben Mays Selbstbiografie auch die Freuden und Leiden in modernisierter Form enthalten sind. 2001 wurde die autobiographische Skizze Mays in der Zeitschrift P. M. History 5/2001 nachgedruckt. Ein weiterer Abdruck erfolgte 2009 in der Anthologie Nichts als die Welt. Reportagen und Augenzeugenberichte aus 2500 Jahren. Der Text ist auch in dem Sonderband Ein Lesebuch von 2012 enthalten, von dem auch eine Lizenzausgabe bei Weltbild erschienen ist.

## Inhalt
May schildert selbstironisch-humorvoll seinen Alltag als von Fans bestürmter Schriftsteller (beispielhaft an einem „normalen“ Wochentag) und gewährt den Hausschatz-Lesern einen Einblick in seine persönlichen Verhältnisse. Im Laufe des Tages werden die Ereignisse immer slapstickhafter und surrealer, bis schließlich ein Besucher namens Kraft den Balkon der Villa „Shatterhand“ erklettert und dem Schriftsteller in gebrochenem Deutsch Grüße von seiner imaginierten Figur Sir David Lindsay ausrichtet. Man vermutet, May habe hier seinem Konkurrenten Robert Kraft eins ausgewischt.
Jedenfalls ist die Vermischung von realer Biografie mit fiktiven Persönlichkeiten und Ereignissen typisch für Karl Mays zu jener Zeit in Hochblüte stehendem Bestreben, sich mit seinen Ich-Erzählern Old Shatterhand und Kara Ben Nemsi als identisch darzustellen (siehe Old-Shatterhand-Legende.)
In diesem Text wird erstmals die zweite Strophe des Ave Maria veröffentlicht.
Der Erstdruck enthält acht Photographien Mays, die den Autor als u. a. Old Shatterhand und Kara Ben Nemsi zeigen.

## Beurteilung
Der May-Forscher Christoph F. Lorenz meint:
„Nach heutigen Maßstäben stört sich niemand mehr an Mays kleinen Hochstapeleien und Etikettenschwindeln wie dem falschen Doktortitel oder den zumindest verdächtig klingenden Leserbriefen. Aus diesem Grund hat sich der Verlag 1997 entschlossen, Freuden und Leiden eines Vielgelesenen in Band 79 der Gesammelten Werke, Old Shatterhand in der Heimat, wieder in der Urfassung zu veröffentlichen. Bei der Neugestaltung von Band 48, Das Zauberwasser, im Jahre 2000 entfiel die bearbeitete Fassung Old Shatterhand a. D. Damit wurde der aus jetziger Sicht verständlichen Kritik Rechnung getragen. Mögen manche Entscheidungen der Bearbeiter von 1927 inzwischen anfechtbar oder unnötig erscheinen, darf man doch eines nicht übersehen: Als Mays Geflunker in den Freuden und Leiden verkürzt bzw. übertüncht wurde, geschah das unter dem Eindruck des noch immer schwelenden May-Kampfs und aus Pietät gegenüber dem in seiner Selbstdarstellung nicht immer ganz geschickten Schriftsteller. Gerade im Fall Franz Kandolfs kann man davon sprechen, dass seine Motivation stets die große Liebe zu Karl May war.“

## Quelle
- Eintrag im Karl-May-Wiki